# Torneo de Halle
El Torneo de Halle, oficialmente Terra Wortmann Open, es un torneo oficial de tenis correspondiente al ATP Tour 500 que se juega anualmente en la pequeña localidad alemana de Halle, Westfalia. 
Se juega desde 1993 sobre la superficie de hierba sirviendo además como preparación para el Campeonato de Wimbledon que comienza dos semanas después del comienzo de Halle. El estadio principal, llamado OWL Arena, tiene una capacidad de 12.300 asientos y posee un techo retráctil capaz de cerrarse en 88 segundos, lo que permite el juego en los días de lluvia y además sirve de sede para otros eventos como encuentros de baloncesto, voleibol, balonmano (sede del mundial en 2007 de la especialidad) y boxeo.
El tenista que más veces ha ganado en el torneo es el suizo Roger Federer con 10 conquistas (2003-2006, 2008, 2013-2015, 2017 y 2019).
Desde el año 2015, el torneo ha sido promovido a la serie 500.

## Palmarés

### Individual masculino
| Año              | Campeón                                   | Subcampeón                                | Resultado                                 |
| ---------------- | ----------------------------------------- | ----------------------------------------- | ----------------------------------------- |
| ↓ ATP Tour 250 ↓ |                                           |                                           |                                           |
| 1993             | Henri Leconte                             | Andrei Medvedev                           | 6-2, 6-3                                  |
| 1994             | Michael Stich                             | Magnus Larsson                            | 6-4, 4-6, 6-3                             |
| 1995             | Marc Rosset                               | Michael Stich                             | 3-6, 7-6(11), 7-6(8)                      |
| 1996             | Nicklas Kulti                             | Yevgeny Kafelnikov                        | 6-7(5), 6-3, 6-4                          |
| 1997             | Yevgeny Kafelnikov                        | Petr Korda                                | 7-6(2), 6-7(5), 7-6(7)                    |
| 1998             | Yevgeny Kafelnikov                        | Magnus Larsson                            | 6-4, 6-4                                  |
| 1999             | Nicolas Kiefer                            | Nicklas Kulti                             | 6-3, 6-2                                  |
| 2000             | David Prinosil                            | Richard Krajicek                          | 6-3, 6-2                                  |
| 2001             | Thomas Johansson                          | Fabrice Santoro                           | 6-3, 6-7(5), 6-2                          |
| 2002             | Yevgeny Kafelnikov                        | Nicolas Kiefer                            | 2-6, 6-4, 6-4                             |
| 2003             | Roger Federer                             | Nicolas Kiefer                            | 6-1, 6-3                                  |
| 2004             | Roger Federer                             | Mardy Fish                                | 6-0, 6-3                                  |
| 2005             | Roger Federer                             | Marat Safin                               | 6-4, 6-7(6), 6-4                          |
| 2006             | Roger Federer                             | Tomáš Berdych                             | 6-0, 6-7(4), 6-2                          |
| 2007             | Tomáš Berdych                             | Marcos Baghdatis                          | 7-5, 6-4                                  |
| 2008             | Roger Federer                             | Philipp Kohlschreiber                     | 6-3, 6-4                                  |
| 2009             | Tommy Haas                                | Novak Djokovic                            | 6-3, 6-7(4), 6-1                          |
| 2010             | Lleyton Hewitt                            | Roger Federer                             | 3-6, 7-6(4), 6-4                          |
| 2011             | Philipp Kohlschreiber                     | Philipp Petzschner                        | 7-6(5), 2-0, ret.                         |
| 2012             | Tommy Haas                                | Roger Federer                             | 7-6(5), 6-4                               |
| 2013             | Roger Federer                             | Mikhail Youzhny                           | 6-7(5), 6-3, 6-4                          |
| 2014             | Roger Federer                             | Alejandro Falla                           | 7-6(2), 7-6(3)                            |
| ↓ ATP Tour 500 ↓ |                                           |                                           |                                           |
| 2015             | Roger Federer                             | Andreas Seppi                             | 7-6(1), 6-4                               |
| 2016             | Florian Mayer                             | Alexander Zverev                          | 6-2, 5-7, 6-3                             |
| 2017             | Roger Federer                             | Alexander Zverev                          | 6-1, 6-3                                  |
| 2018             | Borna Ćorić                               | Roger Federer                             | 7-6(6), 3-6, 6-2                          |
| 2019             | Roger Federer                             | David Goffin                              | 7-6(2), 6-1                               |
| 2020             | No disputado por la pandemia del COVID-19 | No disputado por la pandemia del COVID-19 | No disputado por la pandemia del COVID-19 |
| 2021             | Ugo Humbert                               | Andrey Rublev                             | 6-3, 7-6(4)                               |
| 2022             | Hubert Hurkacz                            | Daniil Medvédev                           | 6-1, 6-4                                  |
| 2023             | Aleksandr Búblik                          | Andrey Rublev                             | 6-3, 3-6, 6-3                             |
| 2024             | Jannik Sinner                             | Hubert Hurkacz                            | 7-6(8), 7-6(2)                            |
| 2025             | Aleksandr Búblik                          | Daniil Medvédev                           | 6-3, 7-6(4)                               |

### Dobles masculino
| Año              | Campeones                                 | Subcampeones                              | Resultado                                 |
| ---------------- | ----------------------------------------- | ----------------------------------------- | ----------------------------------------- |
| ↓ ATP Tour 250 ↓ |                                           |                                           |                                           |
| 1993             | Petr Korda Cyril Suk                      | Mike Bauer Marc-Kevin Goellner            | 7-6, 5-7, 6-3                             |
| 1994             | Olivier Delaître Guy Forget               | Henri Leconte Gary Muller                 | 6-4, 6-7, 6-4                             |
| 1995             | Jacco Eltingh Paul Haarhuis               | Yevgeny Kafelnikov Andrei Olhovskiy       | 6-2, 3-6, 6-3                             |
| 1996             | Byron Black Grant Connell                 | Yevgeny Kafelnikov Daniel Vacek           | 6-1, 7-5                                  |
| 1997             | Karsten Braasch Michael Stich             | David Adams Marius Barnard                | 7-6, 6-3                                  |
| 1998             | Ellis Ferreira Rick Leach                 | John-Laffnie de Jager Marc-Kevin Goellner | 4-6, 6-4, 7-6                             |
| 1999             | Jonas Björkman Patrick Rafter             | Paul Haarhuis Jared Palmer                | 6-3, 7-5                                  |
| 2000             | Nicklas Kulti Mikael Tillström            | Mahesh Bhupathi David Prinosil            | 7-6, 7-6                                  |
| 2001             | Daniel Nestor Sandon Stolle               | Max Mirnyi Patrick Rafter                 | 6-4, 6-7, 6-1                             |
| 2002             | David Prinosil David Rikl                 | Jonas Björkman Todd Woodbridge            | 4-6, 7-6, 7-5                             |
| 2003             | Jonas Björkman Todd Woodbridge            | Martin Damm Cyril Suk                     | 6-3, 6-4                                  |
| 2004             | Leander Paes David Rikl                   | Tomáš Cibulec Petr Pála                   | 6-2, 7-5                                  |
| 2005             | Roger Federer Yves Allegro                | Joachim Johansson Marat Safin             | 7-5, 6-7, 6-3                             |
| 2006             | Fabrice Santoro Nenad Zimonjić            | Michael Kohlmann Rainer Schüttler         | 6-0, 6-4                                  |
| 2007             | Simon Aspelin Julian Knowle               | Fabrice Santoro Nenad Zimonjić            | 6-4, 7-6                                  |
| 2008             | Mijaíl Yuzhny Mischa Zverev               | Lukas Dlouhy Leander Paes                 | 3-6, 6-4, [10-3]                          |
| 2009             | Christopher Kas Philipp Kohlschreiber     | Andreas Beck Marco Chiudinelli            | 6-4, 6-3                                  |
| 2010             | Sergiy Stajovski Mijaíl Yuzhny            | Martin Damm Filip Polasek                 | 4-6, 7-5, [10-7]                          |
| 2011             | Rohan Bopanna Aisam-Ul-Haq Qureshi        | Milos Raonic Robin Haase                  | 7-6(8), 3-6, [11-9]                       |
| 2012             | Aisam-ul-Haq Qureshi Jean-Julien Rojer    | Treat Conrad Huey Scott Lipsky            | 6-3, 6-4                                  |
| 2013             | Santiago González Scott Lipsky            | Daniele Bracciali Jonathan Erlich         | 6-2, 7-6(3)                               |
| 2014             | Andre Begemann Julian Knowle              | Marco Chiudinelli Roger Federer           | 1-6, 7-5, [12-10]                         |
| ↓ ATP Tour 500 ↓ |                                           |                                           |                                           |
| 2015             | Raven Klaasen Rajeev Ram                  | Rohan Bopanna Florin Mergea               | 7-6(5), 6-2                               |
| 2016             | Raven Klaasen Rajeev Ram                  | Łukasz Kubot Alexander Peya               | 7-6(5), 6-2                               |
| 2017             | Łukasz Kubot Marcelo Melo                 | Alexander Zverev Mischa Zverev            | 5-7, 6-3, [10-8]                          |
| 2018             | Łukasz Kubot Marcelo Melo                 | Alexander Zverev Mischa Zverev            | 7-6(1), 6-4                               |
| 2019             | Raven Klaasen Michael Venus               | Łukasz Kubot Marcelo Melo                 | 4-6, 6-3, [10-4]                          |
| 2020             | No disputado por la pandemia del COVID-19 | No disputado por la pandemia del COVID-19 | No disputado por la pandemia del COVID-19 |
| 2021             | Kevin Krawietz Horia Tecău                | Félix Auger-Aliassime Hubert Hurkacz      | 7-6(4), 6-4                               |
| 2022             | Marcel Granollers Horacio Zeballos        | Tim Puetz Michael Venus                   | 6-4, 6-7(5), [14-12]                      |
| 2023             | Marcelo Melo John Peers                   | Simone Bolelli Andrea Vavassori           | 7-6(3), 3-6, [10-6]                       |
| 2024             | Simone Bolelli Andrea Vavassori           | Kevin Krawietz Tim Puetz                  | 7-6(3), 7-6(5)                            |
| 2025             | Kevin Krawietz Tim Puetz                  | Simone Bolelli Andrea Vavassori           | 6-3, 7-6(4)                               |